# Anika Niederwieser
Anika Niederwieser (Brixen, 1992. február 28. –) olasz válogatott kézilabdázó, balátlövő. Jelenleg a német Thüringer HC játékosa.

## Pályafutása

### A klubcsapatokban
Niederwieser 10 éves korában kezdett kézilabdázni szülővárosában, Brixenben az SSV Brixen csapatánál, itt 9 évet töltött. 2011-ben az Esercito Figh Futura Roma csapatához szerződött ahol 5 éven keresztül segítette az olasz csapatot. 2016-ban Németországba szerződött a Thüringer csapatához, itt 2 szezont töltött. 2018-ban a TuS Metzingenhez igazolt, ahol 2 éves szerződést írt alá.

### Azolasz válogatottban
Az olasz válogatottban 2009-ben mutatkozott be a Németország elleni mérkőzésben, ahol 5 gólt szerzett. Összesen 61 mérkőzésen játszott, 396 gólt ért el.

## Sikerei
- Bundesliga
  - Győztes: 2018 (1-szer)
- DHB-Szuperkupa
  - Győztes: 2016 (1-szer)